# Мустафаев, Агагусейн Тебриз оглы
Агагусейн Тебриз оглы Мустафаев (азерб. Ağahüseyn Təbriz oğlu Mustafayev; род.11 апреля 1989 года) — азербайджанский борец вольного стиля, серебряный призёр чемпионата Европы 2019 и 2020 года.

## Биография
Родился в 1989 году в Нефтечале. С 2002 года активно занимается борьбой.
Призёр многих европейских чемпионатов среди юношей и юниоров. 
В 2013 году принял участие в универсиаде в Казани, где в весовой категории до 66 кг занял пятое место. 
В 2016 году в весовой категории до 65 кг стал пятым на чемпионате Европы.
В 2019 году на чемпионате Европы в Бухаресте, азербайджанский спортсмен в борьбе за первое место уступил турецкому атлету Мустафе Кая и завоевал серебряную медаль.
В феврале 2020 года на чемпионате континента в итальянской столице, в весовой категории до 70 кг Агагусейн в схватке за чемпионский титул уступил спортсмену из Польши Магомедмураду Гаджиеву и завоевал серебряную медаль европейского первенства.